# 八瓣帽天囊水母
八瓣帽天囊水母（学名：Maotianoascus octonarius）是澄江动物群中的一种动物，发现于云南澄江县帽天山，由侯先光等人描述。动物体呈卵形，辐射对称，也可两侧对称，口位于身体下部中央，表面有从上到下的摆列均匀的八条栉板列，故名。分类上属于栉板动物门硬骨綱，目及科未定，也有分入腔肠动物门的。八瓣帽天囊水母类似于现生的栉水母，但栉板数目比现生种要多，有16条。